# Beilschmiedia letestui
Beilschmiedia letestui là loài thực vật có hoa trong họ Nguyệt quế. Loài này được (Pellegr.) Pellegr. miêu tả khoa học đầu tiên năm 1938.